# T.KURA
T.Kura（ティー・クラ）は、日本のR&B・HIP HOPのプロデューサーである。

## 人物
本名は倉卓治。名前はT.Kura（T-Kura）・倉卓治・GIANT SWINGと三つの名前がある。主にプロデュース・作品制作をする際はT.KURA、リリース・作品発表をする際はGIANT SWINGが使われる。本名である倉卓治はT.KURAのファンなどから呼ばれることが多い。2000年よりアトランタを拠点とし、妻であり共同制作者であるMICHICOと在住している。所属レコード会社はavex・rhythm zone、所属プロダクションはGIANT SWING PRODUCTIONS。1990年代は海外のアーティストのプロデュースが多かったが、2000年以降は日本のアーティストのプロデュースが多くなってきている。近年は安室奈美恵、AI、Crystal Kay、EXILEへの提供が主となっている。

### GIANT SWING
T.KURAが自身の作品をリリースする際に用いるアーティスト名。

### GIANT SWING PRODUCTIONS
T.KURAを中心とするプロダクション。他にMICHICOが所属。

## バイオグラフィ
- 1994年、GIANT SWING名義で1stアルバム『What A Blessing』を発表する。その後、アナログ盤「Woo Me」がシングルカットされる。3000枚限定であったこのアナログ盤は完売し、ヒットを記録する。4月、A&Rと組んだプロジェクトDa Yellow Dogsの唯一のアルバム『Nu Soul Re-Cooked Monsters』を発表する。
- 1995年1月、黒人男性R&BシンガーKaire（カイル）の1stアルバム『Soul Intentions』をA&Rと共同製作する。この作品はT.KURAの初のソロ・アーティストのプロデュース作品である。
- 1996年、マエストロ・Tとそれまで籍を置いたスタジオから独立し、彼ら自身のスタジオ「レイズ」を設立する。それと同時期にElisha La'Verne（エリーシャ・ラヴァーン）の1stアルバム『Her Name Is...』に参加する。「I May Be Single」、「Say Yeah!」の他に6曲をプロデュースする。そして、シングル『Say Yeah!』はエコーズ誌のチャートで初登場3位、イギリス黒人音楽シーンで最も権威ある専門誌、Blus&Soul誌のチャートで1位を記録するという快挙を成し遂げる。
- 1997年、Elisha La'Verneの2ndアルバム『Elisha La'Verne』に参加する。「Your Love Sends Me」、「I'm Not Dreaming」、「Give Me A Reason」の他に7曲をプロデュースする。シングル『Your Love Sends Me』はBlus&Soul誌のチャートで1位を記録する。その後、フィリップ・ベイリー、ダメージ、露崎春女(Lyrico)、スクープなどのプロデュースを経て、仕事仲間と、黒人女性のタヒーラ・ウォーカーとドーン・ムーアの2人組、ラヴ・スクエアのデビュー作『Everything』で数曲のプロデュースを手掛ける。
- 1998年、ジャッキー・グラハムのアルバム『My Life』で3曲をプロデュース。
- 1999年、長い下積みの後、遂にメジャーデビューを果たす。7月、GIANT SWING名義の1stアルバム『Masterpieces Volume 1』発売する。
- 2000年、アトランタに拠点を移す。
- 2007年、8年ぶりにGIANT SWINGとして活動を開始する。2月7日にMICHICO、L.L BROTHERS、WARNERが参加したシングル『GET UP feat.MICHCO,L.L BROTHERS&WARNER』を発売する。その後、3月7日に2ndアルバム『GIANT SWING DELI』発売。日本からはAI、CHEMISTRY、L.L BROTHERS、MICHICO、ORITO、TIGER、WARNERが参加し、海外からはChuka、Sam Salter、SHAMORA、The Kid Slim等が参加した。
- 2010年、EXILE「I Wish For You」で第52回日本レコード大賞を受賞。

## ディスコグラフィ
※GIANT SWINGの名義による作品。

### シングル
- GET UP feat.MICHCO,L.L BROTHERS&WARNER（2007年2月7日）

### アルバム
- What A Blessing（1994年・廃盤）
- Masterpieces Volume 1（1999年7月16日）
- GIANT SWING DELI（2007年3月7日）

### アナログ盤
- Woo Me（1994年）
- You Say（1999年）
- DAY&NIGHT（1999年）
- WHEN I LOOK AROUND（1999年）
- WOO ME 1999 REMIX（1999年）